# FK Rabotnički Skopje
El FK Rabotnički Skopje (en macedònic ФК Работнички) és un club de futbol macedoni de la ciutat de Skopje.

## Història
Evolució del nom:
- 1937: Fundació amb el nom de Volga 1937 Skopje
- 1945: Fusió amb el Radnički 1938 Skopje i l'Sloboda 1940 Skopje esdevenint FK Rabotnički Skopje
- 2001: El club és adquirit per l'empresa Kometal i sovint és anomenat FK Rabotnički Kometal Skopje

## Palmarès

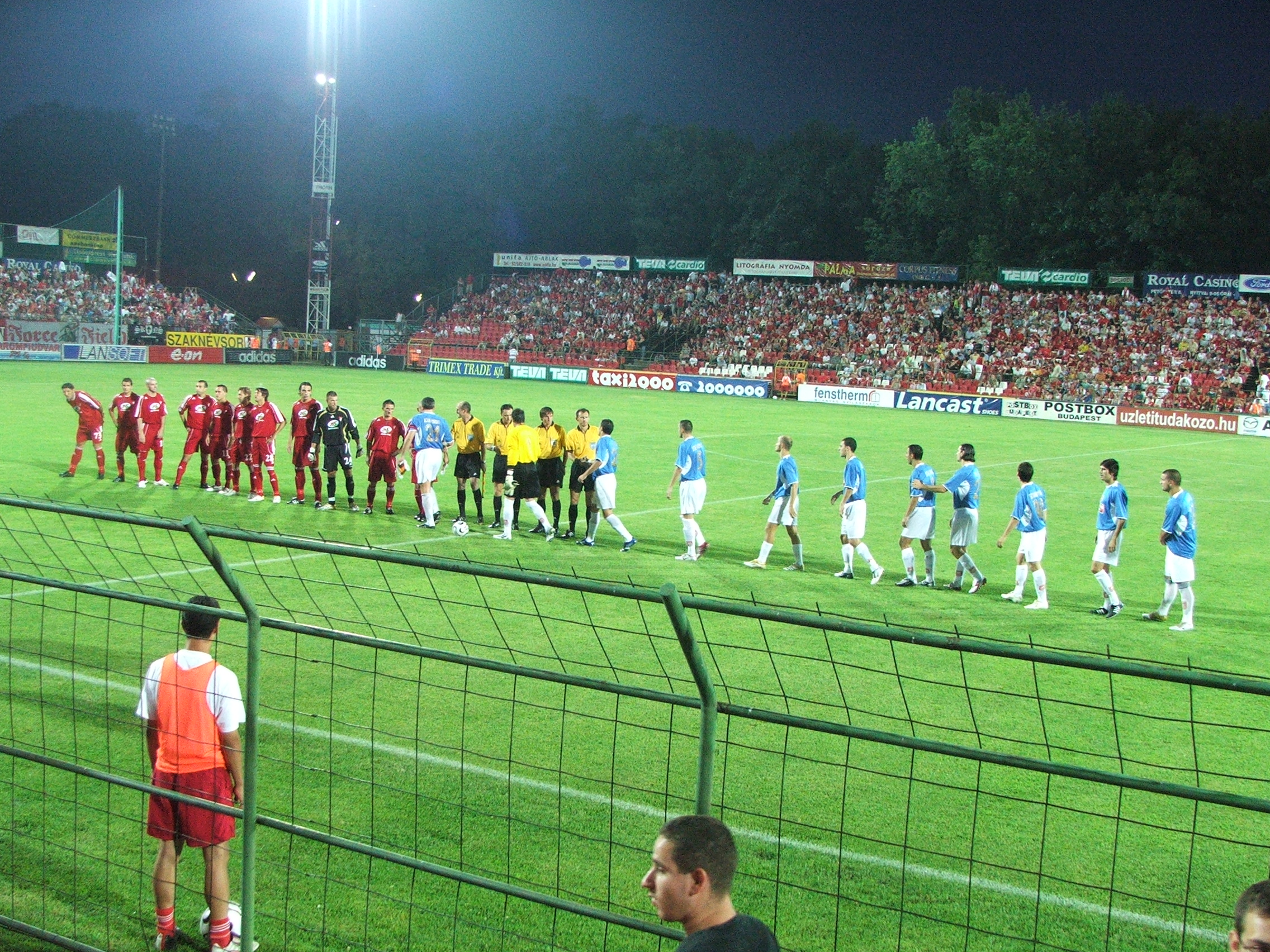
Partit de la classificació de la Lliga de Campions de la UEFA contra el Debreceni VSC l'any 2006.

- Lliga macedònia de futbol: 3
  - 2005, 2006, 2008

- Copa macedònia de futbol: 2
  - 2008, 2009